# Saint of Me
Saint of Me è un singolo del gruppo rock britannico The Rolling Stones, pubblicato nel 1998 ed estratto dall'album Bridges to Babylon.

## Il brano
Mick Jagger canta di varie persone che nel corso della storia si sono convertite al Cristianesimo, come San Paolo e Sant'Agostino. Quindi Jagger dichiara che, qualsiasi cosa succeda, non riusciranno mai a farlo diventare un "santo".

### Registrazione
La canzone è notevole per gli esecutori. Con Jagger alla voce solista, chitarra acustica e tastiere, Waddy Wachtel e Ron Wood alle chitarre elettriche (Keith Richards non partecipò alla registrazione del pezzo), Meshell Ndegeocello e Pierre de Beauport a basso e basso a 6 corde, rispettivamente, e Billy Preston all'organo.

## Pubblicazione
Saint of Me raggiunse la posizione numero 26 in Gran Bretagna e la numero 94 negli Stati Uniti. Inoltre, la traccia raggiunse la tredicesima posizione nella classifica Mainstream Rock di Billboard.
Una versione dal vivo della canzone proveniente dal Bridges to Babylon Tour è stata inserita nell'album live No Security del 1998.
La B-side del singolo, Anyway You Look at It, è una ballata ed appare nella raccolta Rarities 1971-2003, pubblicata nel 2005.

## Tracce
1. Saint of Me (Radio edit) - 4:11
2. Anyway You Look at It - 4:30
3. Gimme Shelter (Live) - 6:54
4. Anybody Seen My Baby (Bonus Roll) - 5:59